# Monument aux morts de Cuisery
Le monument aux morts de Cuisery est un mémorial situé à Cuisery, dans le département français de Saône-et-Loire.

## Histoire
Il est inscrit aux monuments historiques depuis le 1er août 2016.